# Marja Struick
Marja Struick (geboren: 20 oktober 1960) was een Nederlands schaatsster.
In 1978 (vóór Alie Boorsma) en 1979 werd zij Nederlands kampioen langebaanschaatsen bij de Junioren B. In 1981 werd zij kampioen bij de Junioren A. Als Junior C moest zij in 1977 het hoofd buigen voor Ria Visser.
Als senior was zij actief in de periode 1982 tot 1985. De Nederlandse top lag net even buiten haar bereik. 
Belangrijkste uitslagen:
- Nederlands Kampioenschap Allround 1982: 10e plaats
- Nederlands Kampioenschap Allround 1983: 17e plaats
- Nederlands Kampioenschap Allround 1984: 20e plaats
- Nederlands Kampioenschap Sprint 1983: 12e plaats
- Nederlands Kampioenschap Sprint 1984: 7e plaats
- Nederlands Kampioenschap Sprint 1985: 15e plaats

## Persoonlijke records
| Afstand    | Tijd    | Datum            | Baan     |
| ---------- | ------- | ---------------- | -------- |
| 500 meter  | 44,00   | 5 februari 1984  | Haarlem  |
| 1000 meter | 1.28,84 | 27 december 1981 | Inzell   |
| 1500 meter | 2.20,0  | 26 februari 1984 | Haarlem  |
| 3000 meter | 4.56,49 | 13 december 1981 | Den Haag |
| 5000 meter | 8.38,68 | 24 januari 1982  | Den Haag |